# Municipio de St. Ansgar
El municipio de St. Ansgar (en inglés: St. Ansgar Township) es un municipio ubicado en el condado de Mitchell en el estado estadounidense de Iowa. En el año 2010 tenía una población de 1393 habitantes y una densidad poblacional de 18,81 personas por km².

## Geografía
El municipio de St. Ansgar se encuentra ubicado en las coordenadas 43°23′19″N 92°52′52″O / 43.38861, -92.88111. Según la Oficina del Censo de los Estados Unidos, el municipio tiene una superficie total de 74.06 km², de la cual 73,95 km² corresponden a tierra firme y (0,15 %) 0,11 km² es agua.

## Demografía
Según el censo de 2010, había 1393 personas residiendo en el municipio de St. Ansgar. La densidad de población era de 18,81 hab./km². De los 1393 habitantes, el municipio de St. Ansgar estaba compuesto por el 99,07 % blancos, el 0,07 % eran afroamericanos, el 0,07 % eran amerindios, el 0,22 % eran asiáticos, el 0,14 % eran isleños del Pacífico y el 0,43 % eran de una mezcla de razas. Del total de la población el 1,08 % eran hispanos o latinos de cualquier raza.